# كلب الجحيم
كلب الجحيم هو كلب أسطوري يُصَوَّر كحارس أو خادم للجحيم أو للشيطان أو للعالم السفلي.